# Вонаве-ле-Ба
Вонаве-ле-Ба (фр. Vaulnaveys-le-Bas) — коммуна во Франции, находится в регионе Рона — Альпы. Департамент коммуны — Изер. Входит в состав кантона Визий. Округ коммуны — Гренобль.
Код INSEE коммуны — 38528. Население коммуны на 1999 год составляло 1173 человека. Населённый пункт находится на высоте от 287 до 1326 метров над уровнем моря. Муниципалитет расположен на расстоянии около 490 км юго-восточнее Парижа, 95 км юго-восточнее Лиона, 24 км юго-западнее Гренобля. Мэр коммуны — Jean-Marc Gauthier, мандат действует на протяжении 2001—2008 гг.
Динамика населения (INSEE):